# Шарівка (Олександрійський район)
Шарівка — село в Україні, у Новопразькій селищній громаді Олександрійського району Кіровоградської області. Населення становить 752 осіб. Колишній центр Шарівської сільської ради.

## Населення
Згідно з переписом УРСР 1989 року чисельність наявного населення села становила 814 осіб, з яких 395 чоловіків та 419 жінок.
За переписом населення України 2001 року в селі мешкало 748 осіб.

### Мова
Розподіл населення за рідною мовою за даними перепису 2001 року:
| Мова       | Відсоток |
| ---------- | -------- |
| українська | 92,29 %  |
| російська  | 5,59 %   |
| білоруська | 1,06 %   |
| вірменська | 0,53 %   |
| молдовська | 0,53 %   |

## Інтернет-посилання
- Погода в селі Шарівка [Архівовано 20 грудня 2011 у Wayback Machine.]